# Everything Changes (sång)
Everything Changes är en powerballad, skriven av Jörgen Elofsson för vinnaren av Idol 2006. Vinnaren blev 24-åriga Markus Fagervall, som 2006 släppte denna låt på singel.  Singeln producerades av Peter Kvint.
Sången har musikaliska likheter med Elofssons tidigare Idol-hit Coming True, och handlar om hur hans dotters födsel förändrade hans liv.
Sången finns även inspelad av tvåan och trean från Idol 2006, Erik Segerstedt och Johan Larsson.
Singeln har sålts i 20 000 exemplar (platina).

## Spår
1. Everything Changes
2. Everything Changes (instrumental)

## Topplistor
Everything Changes gick in på Singellistan vecka 49 (2006).
| Position | 1 | 1 | 1 | 1 | 1 | 1 | 1 |

Everything Changes gick in på Sveriges Radio P3:s Trackslistan vecka 50 (2006).
| Position | 2 | 3 | 14 | 14 |

Everything Changes gick in på Sveriges Radio P4:s Svensktoppen 2007.
| Position | 2 | 2 | 2 | 1 | 1 | 1 | 2 | 3 | 3 | 4 | 9 |

Everything Changes gick in på Sveriges Radio P3:s DigiListan vecka 1 (2007)
| Position | 1 | 1 | 3 |

### Fotnoter
1. ↑  ”Svensk mediedatabas”. http://smdb.kb.se/catalog/id/002064568. Läst 16 maj 2011.